# كرتون نتورك (إسبانيا)
كرتون نتورك (إسبانيا) هي قناة رسوم متحركة إسبانية كانت تعمل بنظام تيرنر للبث لكونها نسخة عن قناة كرتون نتورك الأمريكية بدأت البث في سنة  1994 وأغلقت عام 2013.

## وصلات خارجية
- الموقع الرسمي
 باللغة الإسبانية